# Pomérols
Pomérols är en kommun i departementet Hérault i regionen Occitanien i södra Frankrike. Kommunen ligger i kantonen Florensac som tillhör arrondissementet Béziers. År 2022 hade Pomérols 2 255 invånare.

## Befolkningsutveckling
Antalet invånare i kommunen Pomérols
Referens:INSEE